# Липа кримська (Кам'янець-Подільський)
Ли́па кри́мська — ботанічна пам'ятка природи місцевого значення в Україні. Розташована в межах міста Кам'янець-Подільський, вул. Л. Українки, 60. 
Площа 0,3 га. Статус надано згідно з розпорядженням облвиконкому від 11.06.1970 року № 156-р«б». Перебуває у віданні: КП «Кам'янецький парк». 
Статус надано з метою збереження кількох дерев липи кримської (Tilia ×euchlora K. Koch) віком понад 120 років.